# Mario Mirko Vucetich

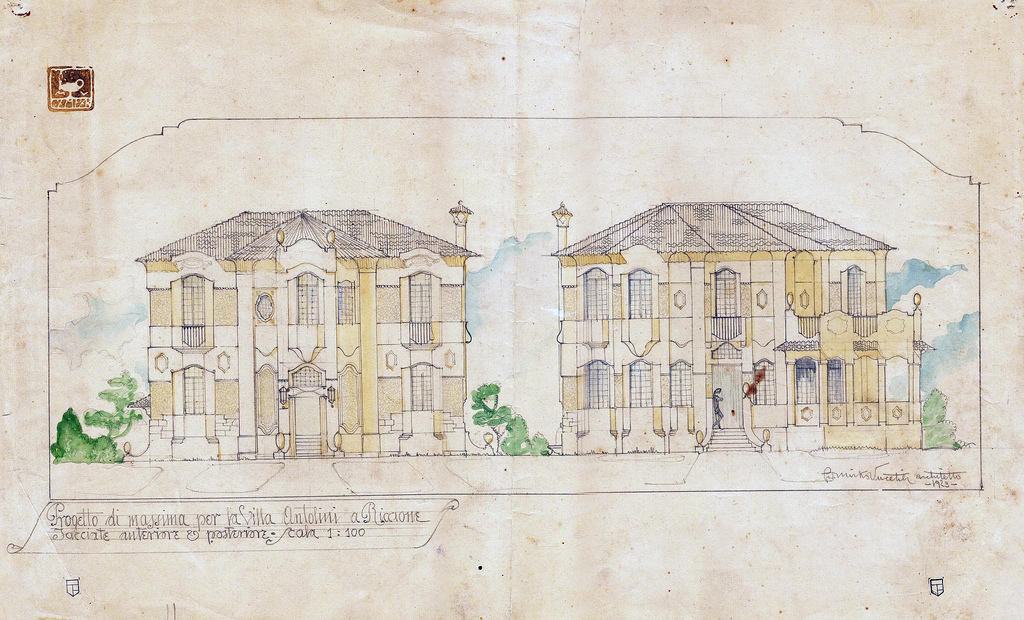
Progetto di villa Antolini a Riccione (conservato a Rimini, presso la Collezione Andrea Speziali).

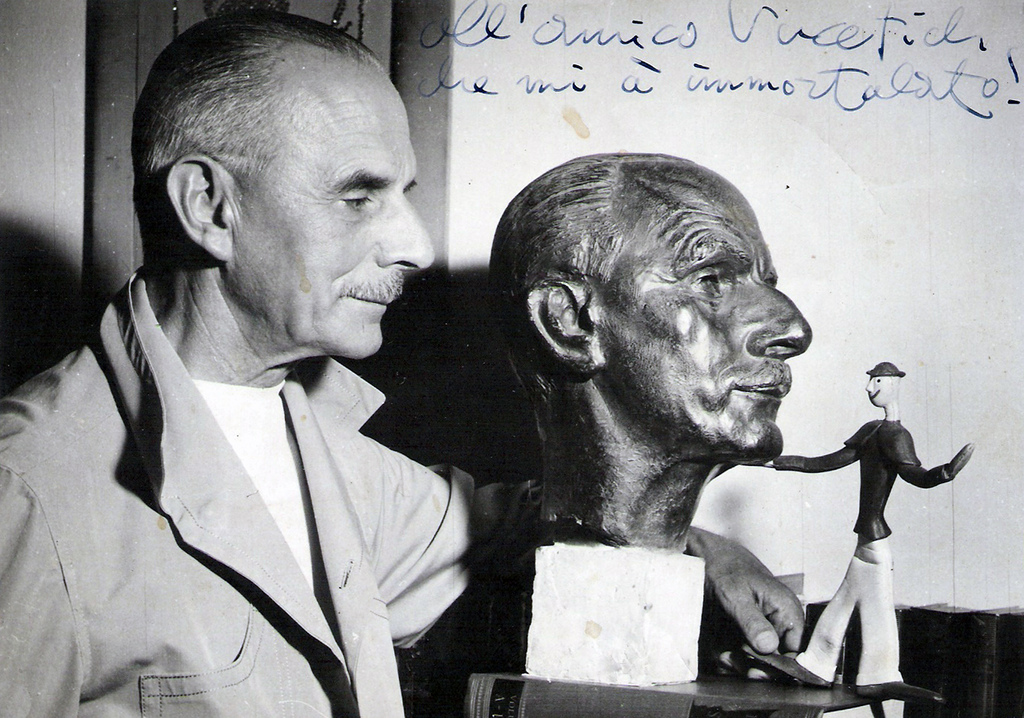
Foto d'epoca di Sergio Tofano con un ritratto in gesso eseguito da Mirko Vucetich, in compagnia del signor Bonaventura.

Mario Mirko Vucetich (Bologna, 9 gennaio 1898 – Vicenza, 6 marzo 1975) è stato un artista italiano, anche noto solo come Mirko Vucetich, che operò nel periodo tra modernismo, futurismo e novecentismo.

## Biografia
Nacque da Francesca Cappelli e Giovanni Vucetich, originario della Dalmazia, impiegato presso le Ferrovie dello Stato. La sua prima formazione artistica si svolse nella città felsinea, in seguito si trasferisce con la famiglia a Napoli. Proseguì i suoi studi, fino ad ottenere nel 1917 la cattedra in Disegno architettonico del Real Istituto di Belle Arti.
Nel 1919 fu assunto come architetto comunale a Gorizia. Qui iniziò a frequentare i circoli futuristi. Nello stesso anno redasse, insieme a Sonofrio Pocarini, il Manifesto del movimento futurista giuliano, pubblicato sull'Eco dell'Isonzo e sul Roma futurista.
Venne trasferito nel 1920 al Comune di Vittorio Veneto (TV), per svolgere servizio presso il Ministero delle Terre Liberate. Dopo lo scioglimento del dicastero, che avvenne l'anno seguente, continuò le sue attività a Bologna, Venezia, infine a Roma.
Nel 1923 vinse in un primo concorso emiliano di Decorazione nell'ambito del Pensionato Artistico Nazionale, e in una seconda prova del 1925 in Architettura. Nel 1928 partecipò al concorso curlandese per il "Padiglione della Mostra Coloniale" indetto dall'Accademia di Belle Arti bolognese.
Nel maggio 1929 partì per New York, dove risiedette per due anni, e lavorò come aiuto regista e direttore all'allestimento al Forhtysecond Street Theatre, con Henry Dreyfuss (1930), e al Roxy Theatre (1931).
Rimpatriò nel 1932. Ristabilendosi nella capitale aprì uno studio a Valle Giulia, e riprese con successo le sue attività sceniche, allestendo numerosi spettacoli teatrali. Durante il secondo conflitto mondiale lasciò Roma per rifugiarsi a Siena, occupato all'Accademia Musicale Chigiana. Si trasferì poi a Vicenza restandovi oltre la fine della guerra, e lavorandovi per il resto dei suoi giorni. Nel 1954 scrisse la scenografia, i testi e fece la regia della "Partita a Scacchi a Personaggi Viventi" di Marostica che diresse sino alla metà degli anni settanta.

## Alcune opere
- La Partita a Scacchi, Marostica (VI)
- Villa Antolini[4] (1923), Riccione (RN)
- Villa Lampo (1922), Riccione (RN)
- Rappresentazione e testo teatrale della scacchiera vivente nella piazza di Marostica (VI), con Neri Pozza
- 25 xilografie per il volume Il primo libro delle favole di Carlo Emilio Gadda[5]
- Statua di San Francesco, Basilica di San Francesco, Siena
- Statua di San Bernardino, Basilica dell'Osservanza, Siena
- Monumento agli Internati nei campi nazisti, Balconi di Pescantina (VR)
- Statua del Cristo Crocefisso, Chiesetta di Santa Maria degli Emigranti, Velo di Lusiana (VI)
- Monumento ai caduti (1957), Bolzano Vicentino (VI)

## Curiosità
- Scrisse una poesia contro l'olocausto De profundis per Buchenwald nel 1968.
- Collaborò come traduttore e critico teatrale per la Rizzoli.
- Durante gli anni statunitensi conobbe e frequentò Alberto Vargas.